# 颅腔

## 🧠 顱腔（Cranial cavity）

### 1. 位置
- 位於 頭骨（顱骨）內部，是顱骨形成的中空空間。
- 屬於 背腔（dorsal cavity） 的一部分。

### 2. 內容物
- 大腦（腦半球、小腦、腦幹上段）
- 腦膜（硬腦膜、蛛網膜、軟腦膜 → 三層保護）
- 腦脊液（CSF） → 減震、維持腦壓、提供養分
- 血管與腦神經（部分腦神經從顱腔穿出）

### 3. 功能
- 保護：顱骨堅硬，抵擋外力衝擊。
- 緩衝：腦脊液吸收震動，避免腦組織受傷。
- 支持：腦膜固定大腦位置，避免因動作而移位。

### 4. 臨床意義
- 顱腔壓力（ICP）：當腦出血、腦水腫或腫瘤發生時，顱腔空間有限，壓力會升高，可能危及生命。
- 腦膜炎：顱腔內的腦膜發炎會引起劇烈頭痛、發燒、神經症狀。

📌 一句話總結：
顱腔就是大腦的「保險箱」，由顱骨＋腦膜＋腦脊液三重防護守護大腦。